# موتر لحظة النقطه الوسطى العالمية
موتر العزم المركزي العالمي (GCMT) عبارة عن قاعدة بيانات زلزالية وجيوفيزيائية للمواقع ومعلمات المصدر للزلازل المسجلة عالميًا والتي تزيد قوتها عن 5.0 درجة. تتمثل الأهداف الأساسية لـ موتر العزم المركزي العالمي في تحديد موترات العزم للزلازل الكبرى على مستوى العالم والنشر السريع للنتائج. تحتوي قاعدة بيانات موتر العزم المركزي العالمي على أكثر من 25000 موتر لحظة للزلازل الكبرى منذ عام 1976.
يشرف على موتر العزم المركزي العالمي جوران إكستروم وميريديث نيتلز في مرصد لامونت دوهرتي الأرضي الأمريكي. بُني موتر العزم المركزي العالمي في البداية ضمن جامعة هارفارد حيث كان يطلق عليه مشروع هارفارد CMT في 1982-2006. تعتبر قاعدة بيانات موتر العزم المركزي العالمي مصدرًا موثوقًا به وعنصرًا أساسيًا للمجتمع الجيوفيزيائي.

## روابط خارجية
- الموقع الرسمي